# Polycentropus albipunctus
Polycentropus albipunctus là một loài Trichoptera trong họ Polycentropodidae. Chúng phân bố ở miền Tân bắc.